# Bohumil Novák
Bohumil Novák (15. října 1869 Přistoupim – 26. srpna 1953 Praha) byl rakouský a český statkář a politik, na počátku 20. století poslanec Českého zemského sněmu.

## Biografie
Profesí byl rolníkem v rodné Přistoupimi. V roce 1909 se uvádí jako místopředseda agrární organizace Ústřední jednota řepařů.
Na počátku století se zapojil i do zemské politiky. V doplňovacích volbách roku 1903 byl zvolen do Českého zemského sněmu v kurii venkovských obcí, obvod Černý Kostelec, Český Brod. Mandát zde obhájil v řádných volbách v roce 1908. Politicky se uvádí coby člen České agrární strany. Kvůli obstrukcím se ovšem sněm po roce 1908 fakticky nescházel. V roce 1918 byl okresním starostou politického okresu Český Brod a z titulu své funkce zde 28. října 1918 vyhlašoval vznik Československa.
Zemřel ve Fakultní nemocnici Královské Vinohrady a byl pohřben v rodné Přistoupimi.